# 趙炳麟
赵炳麟（1877年1月10日—1927年），原名浙杭，又名长乐、长榮，字竺垣，又字炳粤，号柏岩，别号养真子、清空居士。室名潜并庐。广西全州县绍水镇乐家源人。清朝及中华民国政治人物。

## 生平

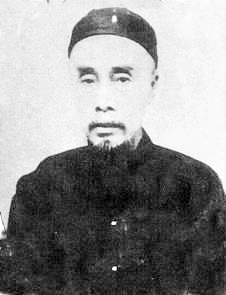
趙炳麟

赵炳麟出身官宦家庭。13岁中秀才，15岁中举人。光緒二十一年（1895年）19岁时，到北京参加会试，其间参与公车上书，后中进士，同年五月，改翰林院庶吉士。光緒二十四年四月，散館，授翰林院編修。
1898年，列名保国会。1900年庚子事变时，一度避居北京城附近的高丽营，后奉派赴西安迎驾。1905年，因父丧丁忧回乡。1906年30岁时任福建京畿道监察御史，期间，和御史赵启霖、江春霖因积极揭发营私舞弊而被称为“三霖（麟）”，在北京城人称“三块布袍论政”。他以《劾袁世凯疏》（1908年）以及弹劾内阁总理大臣奕劻十二罪状（1910年）而著称。因弹劾奕劻，宣统三年四月（1911年），以四品京堂候补，调回广西，任桂全铁路督办。1911年11月16日，被任命为广西宣慰使，但未就任。袁世凯任内阁总理大臣后，为逃避迫害而回到家乡。
中华民国成立后，1912年8月国民党在北京湖广会馆成立，趙炳麟任参议。他还两次当选为广西出席国会的议员。1915年袁世凯称帝，1916年趙炳麟经湖南赴广西，帮助陆荣廷讨袁。袁世凯死后，1917年，为躲避广西新旧桂系争斗，任阎锡山的山西省实业厅厅长。后来又任大总统徐世昌的高等顾问，不久任河东盐运使。
1927年，赵炳麟在北京病逝，享年51岁。

## 家庭
- 父：赵润生，光绪二十年（1894年）进士，后历任湖南益阳县、湘阴县等县知县，擢升南洲厅通判。

## 著作
《赵柏岩集》